# Canadian Replicar
Canadian Replicar war ein kanadischer Hersteller von Automobilen.

## Unternehmensgeschichte
Das Unternehmen aus Campbellford begann 1980 mit der Produktion von Automobilen. Der Markenname lautete Canadian Replicar. Etwa 1988 endete die Produktion.

## Fahrzeuge
Das erste Modell war die Nachbildung eines Auburn als Speedster. Ein V8-Motor von General Motors mit 5000 cm³ Hubraum trieb die Fahrzeuge an.
1985 folgte der Nachbau des MG TD.